# Karuri
Karuri ist eine Stadt im Kiambu County. Die Stadt befindet sich knapp 20 Kilometer südlich von Nairobi. Ebenfalls in der Nähe liegen die Städte Kikuyu, Limuru und Kiambu. Sie umfasst eine Fläche von 46 km² und eine Einwohnerzahl von 194.342 (Volkszählung 2019).

## Geografie
Die Stadt liegt in einem Hinterland, das fruchtbare Böden hat. Die Stadt genießt gute klimatische Bedingungen wie die meisten Gebiete in der Zentralregion Kenias. Sie liegt im östlichen Hochland des Rift Valley, genießt ein gemäßigtes Klima und befindet sich in einer Kaffeeanbauzone, die an eine Teeanbauzone grenzt.

## Einwohnerentwicklung
Die folgende Übersicht zeigt die Einwohnerzahlen nach dem jeweiligen Gebietsstand.
| Jahr | Einwohner |
| ---- | --------- |
| 1989 | 14.929    |
| 1999 | 19.746    |
| 2009 | 107.754   |
| 2019 | 194.342   |

## Geschichte
Karuri, wurde in der Vorkolonialzeit als Versammlungszentrum eingerichtet, in dem sich die obersten Häuptlinge der Kikuyu zu Beratungen trafen. Die Stadt leitet ihren Namen von dem Häuptling Karuri Wa Gakure ab, der von Tuthu an den Hängen der Aberdare Range aus reisen würde, um seine Kollegen zu treffen.

## Wirtschaft
Die Nähe zur Stadt Nairobi und angemessene Transportmöglichkeiten haben viele Menschen, die in Nairobi und anderen Nachbarstädten arbeiten, nach Karuri ziehen lassen, um in günstigeren Unterkünften zu wohnen. Sie besitzt damit den Status einer Schlafstadt von Nairobi.